# Opoltschenije
Die Opoltschenije war eine in Russland aufgrund des Gesetzes vom 13. Januar 1874 zur Einführung der allgemeinen Wehrpflicht einzuberufende Reserve-Formation für den Kriegsfall. 
Die Opoltschenije bestand aus der gesamten kriegstüchtigen männlichen Bevölkerung vom 21. bis 43. Lebensjahr, die nicht dem stehenden Heer angehörte. Es wurden aufgestellt: 
- Druschinen zu Fuß
- reitende Sotnien (von russ. sot = hundert, Hundertschaft)
- reitende Batterien
- Kompanien für die Festungsartillerie
- Kompanien für Sappeure

Die Opoltschenije war insbesondere für den Ersatz der Reservetruppen bestimmt. Ausnahmsweise konnte sie auch zu einer Feldarmee vereinigt werden. Im russischen Teil Polens wurde keine Opoltschenije aufgestellt. Zur Besetzung von Offiziersstellen wurden bereits während der Friedenszeiten entsprechende Listen geführt. Die Offiziere, bis zum Kompanie-, Sotnien- und Batteriekommandeur, wurden aus früheren Offizieren ernannt. Die unteren Stellen konnten auch mit früheren Unteroffizieren gefüllt werden, die genügend Bildung nachweisen konnten. Zur Erleichterung der Aufstellung bestanden bereits zu Friedenszeiten Stämme von mindestens zwei Mann für jede Kompanie, Sotnie und Batterie, die bei der Ausbildung der jährlich zu Übungen eingezogenen Mannschaften mitzuwirken hatten.
Opoltschenije ist auch die Selbstbezeichnung der prorussischen Kämpfer im Krieg in der Ukraine seit 2014.